# 蘇五雲
蘇五雲（英語：Grand So Ng Wan），香港街頭畫家，曾任職於廣告界，香港人廣告協會創會會員。退休後，蘇五雲在荷李活道94號為開闢藝術道場，專注繪畫水墨畫。於荷李活道一帶作畫幾年，雖無固定舖位，但不但獲得街坊留意，更得到不少愛畫人的支持。

## 爭議
自2011年起，不同報章訪問多次聲稱「去玩、去癲、嚟 Ocean Park！」、「鑽石恒久遠，一顆永流傳」等著名廣告口號為蘇五雲的作品。有廣告界人士撰文更正，指出兩個經典廣告並非出自蘇五雲的手筆，質疑蘇五雲假冒創作者，剽竊別人創意。

## 畫展

### 「馬戲」水墨畫展
2014年1月22日 ‑ 3月30日，蘇五雲於Citywalk荃新天地的荃新藝廊舉辦「馬戲」水墨畫展，展出二十幅以「馬」為題材的大型原創水墨畫作，例如海馬、斑馬、河馬等。

### 「奇趣萬象圓」水墨畫展
2014年6月19日 ‑ 2014年8月25日，蘇五雲於Citywalk荃新天地的荃新藝廊舉辦「奇趣萬象圓」水墨畫展，展出於荷里活道94號的露天藝廊完成的二十幅水墨作品系列「奇趣萬象圓」中二十種全新物種，包括: 向日蒲、昂鋼牛及偶鶴等，皆為蘇五雲天馬行空之作。

### 蘇五雲「滄海咩咩笑」水墨畫展
2015年1月8日 - 3月31日蘇五雲以「羊」為創作主題，於Citywalk荃新天地的荃新藝廊舉辦「滄海咩咩笑」水墨畫展展出其22幅作品。